# Claud Cockburn
Francis Claud Cockburn (* 12. April 1904 in Peking, China; † 15. Dezember 1981 in Cork, Irland) (Pseudonym James Helvick, Frank Pitcairn) war ein britischer Journalist.

## Leben und Tätigkeit

### Früher Werdegang
Cockburn wurde als Sohn des Henry Cockburn und seiner Ehefrau Elizabeth Gordon, geb. Stevenson, in der britischen Botschaft in Peking geboren, wo der Vater damals als Diplomat arbeitete (später brachte er es bis zum Generalkonsul in Korea). Sein Urgroßvater väterlicherseits war der Richter Henry Cockburn. Die Schriftsteller Alec und Evelyn Waugh waren seine Cousins zweiten Grades.
Cockburn besuchte die Berkhamsted School in Hertfordshire und studierte anschließend am Keble College der Universität Oxford, wo er einen BA-Abschluss erwarb. Anschließend ging er mit einem Reisestipendium des Queen’s College nach Berlin, wo ihn Norman Ebbutt, der dortige Korrespondent der Londoner Tageszeitung The Times unter seine Fittiche nahm. Ebbutt ermöglichte es Cockburn als dessen Mentor, zahlreiche seiner Arbeiten in der Times zu veröffentlichen, indem er sie unter seinem eigenen, bereits etablierten Namen, einreichte. In Berlin kam Cockburn unter anderem mit dem damaligen Außenminister Gustav Stresemann, den kommunistischen Zeitungs- und Propaganda-Lenker Willi Münzenberg und dem Diplomaten Wolfgang Gans zu Putlitz in Kontakt. Auf Ebbutts Empfehlung erhielt Cockburn eine reguläre Anstellung bei der Times und berichtete ab 1929 als deren Auslandskorrespondent aus den Vereinigten Staaten, wo er sein Hauptquartier in New York City hatte. Zu dieser Zeit berichtete er u. a. über den großen Börsencrash 1929 und über die Präsidentschaftswahl von 1932. Außerdem interviewte er den legendären König der Chicagoer Unterwelt Al Capone.

### Herausgeber der Week
Nach dem Börsencrash von 1929 entwickelten sich seine Ansichten immer weiter nach links. 1933 verließ Cockburn die Times, deren politische Ausrichtung ihm als zu rechts erschien, kehrte nach England zurück und gründete dort sein eigenes journalistisches Unternehmen: einen wöchentlichen journalistischen Newsletter, dem er den Titel The Week gab. Die Week produzierte er seit März 1933 in Eigenregie in einer Dachgeschosswohnung in der Victoria Street in Whitehall, wobei er sowohl den Inhalt in Personalunion als Herausgeber und einziger Redakteur gestaltete. Außerdem besorgte er auch den Druck selbst, indem er sämtliche Kopien seines Newsletters in mit einer mimeographischen Vervielfältigungsmaschine in seinen Redaktionsräumen herstellte.
Cockburn war damals einer der bestvernetzten Journalisten Großbritanniens und erhielt zahlreiche Informanten an wichtigen Stellen. Dadurch enthielt die Week häufig wichtige Insiderinformationen, die anderswo nicht zu finden waren. So wurde er von 1933 bis 1934 vom Pressechef des deutschen Vizekanzlers Franz von Papen, Herbert von Bose, mit Interna über die Pläne und Maßnahmen der seit 1933 amtierenden NS-Regierung sowie über zahlreiche im Deutschen Reich unter der Ägide der Nationalsozialisten verübte Gräueltaten versorgt, die diese vor der Öffentlichkeit (zumal vor dem Ausland) geheim zu halten versuchten. Als Zwischenträger zwischen Cockburn und Bose fungierte der ehemalige Ullstein-Journalist und Leichtathlet Alex Natan, der aufgrund seiner jüdischen Abstammung seine Stellung in der deutschen Presse 1933 verloren hatte, und von 1933 bis 1934 zwischen London und Berlin pendelte. Bose wurde im Sommer 1934 aufgrund der sensiblen Informationen über die in Deutschland unter den Nationalsozialisten bestehenden Verhältnisse, die er ausländischen Journalisten wie Cockburn und ausländischen Presseredaktionen zugespielt hatte, von der SS in den Diensträumen seiner Amtsstelle ermordet. Hitler begründete diese Tat Papen gegenüber, laut dessen Aussage in einem Kreuzverhör in der Sitzung vom 18. Juni 1946 des Nürnberger Hauptkriegsverbrecherprozesses, damit, dass dieser „in eine Angelegenheit der Weitergabe von Informationen an die ausländische Presse“ verwickelt gewesen sei. In den 1970er Jahren wurden Cockburn und Bose aufgrund der von ihnen geleisteten Aufklärungsarbeit über die Verbrechen der deutschen Regierung in den Jahren 1933 und 1934 deshalb mit den amerikanischen Journalisten Bob Woodward und Bernstein – die in der Washington Post die Verfehlungen der US-Regierung im Rahmen der Watergate-Affäre veröffentlicht hatten – bzw. mit dem anonymen, damals nur unter dem Decknamen „Deep Throat“ (später als Mark Felt enthüllten) Informanten von Woodward und Bernstein innerhalb des US-Regierungsapparates verglichen. Bose, den Jessica Mitford, eine Mitarbeiterin Cockburns in den 1970er Jahren deshalb rückblickend als „Deep Throat des Dritten Reiches“ bezeichnete, ist daher von der neueren Forschung als Whistleblower zu einer Zeit, als diese Vokabel noch nicht existierte, bezeichnet worden.
Weitere Informanten der Week waren der ständige Unterstaatssekretär im britischen Außenministerium Lord Vansittart und Cockburns alter Freund Wolfgang zu Putlitz, damals Sekretär bei der deutschen Botschaft in London. Hinzu kamen ehemalige Kollegen Cockburns von der Times, die wichtige Nachrichten, die sie in ihren eigenen – zumeist konservativen – Organen nicht unterbringen konnte, an ihn weitergaben.
Die Week war nicht im regulären Verkauf zu erhalten, sondern wurde im Subskriptionsverfahren von einem eng zugeschnittenen Kreis von Kunden bezogen. Die Ausgaben wurden also auf dem Postweg verschickt und waren nicht an Kiosken oder anderen Verkaufsstellen erhältlich. So sollte u. a. das damals wirksamste Instrument der britischen Pressezensur umgangen werden (die Haftbarkeit von Verkäufern von Periodika falls Verleumdungsklagen oder andere Klagen gegen den Inhalt von von ihnen verkauften Publikationen eingereicht werden sollten) und zugleich der Nimbus, den Cockburn der Week geben wollte – ein Organ, das nur einem exklusiven Kreis von "Eingeweihten" zugänglich wäre, die darin enthaltene brisante Geheiminformationen erfahren würden – gestärkt und auf diese Weise das Interesse an seinem Werk und den in ihm enthaltenen Informationen gesteigert werden.
Trotz ihrer relativ kleinen Zahl von Lesern hatte die Week einen erheblichen Einfluss auf die öffentliche Meinung in Großbritannien, da ihre Bezieher, größtenteils entweder Körperschaften (Zeitungsredaktionen, Nachrichtenbüros usw.) oder Personen (Journalisten, Redakteure, Herausgeber usw.) die öffentliche Meinungsbildung beeinflussten und daher die Informationen aus Cockburns Week an eine breitere Öffentlichkeit weiterleiten konnten. Zu den – wenigstens gelegentlichen – Lesern der Week gehörten nachweislich u. a. der Schauspieler Charlie Chaplin, der britische König Eduard VII, der französische Premierminister Léon Blum sowie der deutsche Propagandaminister Joseph Goebbels. Zudem wurde die Week von zahlreichen Abgeordneten des House of Commons sowie von amerikanischen Kongressabgeordneten bezogen. Auf der Höhe ihrer Bedeutung soll die Auflage der Week, späteren Schätzungen zufolge, bei 40.000 Exemplaren pro Ausgabe gelegen haben (wobei eine Ausgabe etwa 8–12 Seiten umfasste).
Friedrich Stadtler schrieb hierzu: „Und diese Week gehörte sozusagen zur Pflichtlektüre jedes Chefredakteurs der größten Blätter, in die Einsicht zu nehmen eine Auszeichnung war. Und das galt nicht nur für England, sondern auch für den Kontinent. Jede Zeitung war auf die Week abonniert, wenn man über die Hintergründe der politischen Ereignisse informiert sein wollte.“
Aufgrund ihrer scharf gegen das NS-Regime gerichteten politischen Stoßrichtung gerieten Cockburn und seine Week bald ins Visier der deutschen Regierung: So beschwerten die deutschen Botschafter in London, Hoesch bzw. Ribbentrop, sich mehrfach beim britischen Außenministerium über Clockburns Newsletter. Auch die nationalsozialistischen Polizeiorgane stuften ihn Ende der 1930er Jahre als wichtige Zielperson ein: Im Frühjahr 1940 setzte ihn das Reichssicherheitshauptamt in Berlin gleich zweimal auf die Sonderfahndungsliste G.B., ein Verzeichnis von Personen, die im Falle einer erfolgreichen deutschen Invasion Großbritanniens durch die Sonderkommandos der SS-Einsatzgruppen mit besonderer Priorität ausfindig gemacht und verhaftet werden sollten. Einmal geschah dies unter seinem richtigen Namen und einmal unter seinem Pseudonym Frank Pitcairn. Die doppelte Verzeichnung von Cockburn unter seinem Realnamen und seinem Pseudonym weist darauf hin, dass man sich im Reichssicherheitshauptamt wohl nicht darüber im klaren war, dass beide Zielpersonen miteinander identisch waren.
Unter dem Pseudonym Frank Pitcairn steuerte Cockburn von 1935 bis 1946 auch zahlreiche Beiträge zu der kommunistischen Zeitung Daily Worker bei. 1937 ging er auf Bitten von Harry Pollitt als Sonderkorrespondent des Daily Worker nach Spanien, wo zu dieser Zeit der Spanische Bürgerkrieg tobte. Kurzzeitig nahm er als Angehöriger der republikanischen Miliz (der Vorgängerorganisation der Interbrigaden) sogar selbst am Bürgerkrieg teil.
1938 prägte Cockburn in dem Aufsatz "Britain's Cliveden Set" den später zum geflügelten Wort gewordenen Begriff „Cliveden Set“: Mit diesem bezeichnete er zunächst, in Anlehnung an den Landsitz der Familie des Zeitungsmagnaten Astor und seiner Ehefrau Nancy, die seit 1918 als Abgeordnete dem Unterhaus angeordnete, eine angeblich existierende Gruppe von Angehörigen der britischen Oberschicht, die angeblich mit dem nationalsozialistischen Deutschland, seiner Politik und seiner Ideologie sympathisierten und die es aufgrund ihres großen Einflusses geschafft hätten, diese ihre politische Linie zur außenpolitischen Ausrichtung der britischen Regierung zu machen. Mithin sei die Clique aus feudalen Intriganten in Cliveden so etwas wie ein zweites britisches Außenministerium ("An informal but powerful pro-German group constitutes a second British Foreign Office"). Später wandelte der Begriff sich zu einer Chiffre, die sich nicht länger auf einen bestimmten Personenkreis bezog, sondern mit der allgemein die britischen Anhänger eines Bündnisses mit dem NS-Staat, zumindest aber eine Anlehnung daran oder eine wohlwollende Neutralität ihm gegenüber befürworteten oder als erwägenswert propagierten. Die sachliche Berechtigung der Bezeichnung "Cliveden Set" für den ursprünglich mit dieser Vokabel attackierten konkreten Personenkreis als auch als Bezeichnung für die Befürworter der Appeasement-Politik im Allgemeinen (oder für die elitären Anhänger des Appeasements als den Mittelpunkt dieser politischen Richtung) ist in der Fachliteratur umstritten, der Begriff als solcher hat sich jedoch weithin eingebürgert. Außer den Astors rechnete Cockburn dem Cliveden Set u. a. Cockburns alten Vorgesetzten bei der Times George Geoffrey Dawson sowie die Politiker Lord Halifax, Lord Lothian Samuel Hoare und (seltener) Neville Chamberlain.
In diesen Jahren erwarb Cockburn sich aufgrund seiner Methoden und seiner Respektlosigkeit vor etablierten Institutionen und Ansichten den Ruf eines enfant terrible der britischen Journalistik: Er verband große Fähigkeiten als investigativer Reporter und einen glänzenden, teils auch polemischen Schreibstil, mit einer Freude am Provozieren und dem Brechen mit den Konventionen seiner Zeit und Zunft. So kennzeichnete eine Kollegin ihn später rückblickend als einen "in liebenswerter Weise verwerflichen" (endearingly reprehensible) journalistischen Rabauken. Charakteristisch war in diesem Sinne z. B. seine Freude daran, absichtlich "anzuecken". So soll er einer Anekdote zufolge einmal einen Freund gefragt haben, wer der meistbewunderte Mann ihrer Zeit sei; als dieser den Namen des Philanthropen und Urwaldarztes Albert Schweitzer genannt habe, habe Cockburn geantwortet "Dann wollen wir einmal ein paar Breitseiten auf den guten alten Schweitzer abfeuern" ("Right. [Then] Let's have a go at old Schweitzer.") Viel zitiert worden ist auch Cockburns Arbeitsmotto "Glaube niemals etwas, bevor es offiziell abgestritten worden ist", das später von vielen Journalisten als Richtschnur zur Behandlung von Erklärungen bzw. Informationen, die von staatlichen Stellen oder Amtsträgern kommen, adaptiert worden ist.
Der Schriftsteller George Orwell kritisierte Cockburn in seinem Werk 1938 erscheinen Buch Mein Katalonien, das seine Erfahrungen im Spanischen Bürgerkrieg der 1930er Jahre widerspiegelt, wobei er ihm seine kommunistischen Sympathien und seine Berichte über die Belagerung von Barcelona vorwarf und ihn als Agenten und journalistischen Wasserträger der Moskauer Regierung bezeichnete.

### Zweiter Weltkrieg und späteres Leben
Die Week wurde während des Zweiten Weltkriegs aufgrund ihrer kommunistischen Sympathien zeitweise von der britischen Regierung verboten. Politisch wandte Cockburn sich, u. a. unter dem Einfluss von Charles de Gaulle, während der Kriegsjahre vom Kommunismus ab, betrachtete sich aber weiterhin als Marxist.
1947 ließ Cockburn sich im irischen Ardmore nieder. Er schrieb weiterhin Beiträge für Zeitungen und Zeitschriften, u. a. eine wöchentliche Kolumne für die Irish Times, aber auch für Private Eye.
In späteren Jahren verfasste Cockburn eine Anzahl von Romanen, zum Teil unter dem Pseudonym James Helvick. Dieses nahm er an, nachdem der amerikanische Senator Joseph McCarthy ihn während der McCarthy-Ära der 1950er Jahre in einer Liste der gefährlichsten Kommunisten der Welt als Nummer 84 "identifiziert" hatte. Bekannt wurde vor allem Beat the Devil, der 1953 von John Huston als Schach dem Teufel verfilmt wurde. Cockburn arbeitete für die Verfilmung seines Werkes zunächst am Drehbuch mit, das aber schließlich von Truman Capote übernommen wurde.
Cockburn starb 1981, wobei er – trotz zahlreicher Krankheiten (u. a. Kehlkopfkrebs) und lebenslangen exzessiven Alkoholkonsums – sich bis kurz vor seinem Tod guter Gesundheit erfreute und bis zu seinem Tod als Autor und Kommentator produktiv war.
Zu dieser Zeit hatte er den Ruf eines der bedeutendsten Journalisten des englischen Sprachraums des 20. Jahrhunderts. So nannte der Schriftsteller Graham Greene ihn in einem Nachruf sogar den wichtigsten Vertreter seiner Zunft im 20. Jahrhundert neben G. K. Chesterton.
In den 1990er Jahren wurden die Akten freigegeben, die der britische Inlandsgeheimdienst MI5 über Cockburn angelegt hatte. Diese belegen, dass Cockburn und seine Aktivitäten von 1924 bis 1953 systematisch von Agenten und Informanten überwacht wurden. Insgesamt umfassen die zu ihm zusammengetragenen Überwachungsberichte und sonstigen Materialien 26 Bände.

## Familie
Cockburn war dreimal verheiratet: In erster Ehe mit Hope Hale Davis, mit der er die Tochter Claudia Cockburn hatte, in zweiter Ehe mit Jean Ross, mit der er die Tochter Sarah Caudwell Cockburn hatte, und in dritter Ehe mit Patricia Evangeline Anne Arbuthnot (1914–1989). Mit dieser hatte er die Söhne Alexander Cockburn, Andrew Cockburn, und Patrick Cockburn.
Eine Enkelin von Cockburn, eine Tochter seines Sohns Andrew, ist die amerikanische Schauspielerin Olivia Wilde.

## Schriften
- Reporter in Spain, 1936. (unter dem Pseudonym Frank Pitcairn)

Einige der Berichte aus dem 1936/1937 geführten Spanischen Bürgerkrieg wurden 2006 in der Zeitschrift Counter-Pounch wiederabgedruckt.  Diese sind aus dem Nachdruck dieser Berichte Cockburns in der US-Ausgabe A Discord of Trumpets (1956) the U.S. edition of the first volume — In Time of Trouble — of CLAUD COCKBURN’s  Memoirs Vol. I entnommen. S.U.
- Aspects of English History, 1957.
- Bestseller. The Books that Everyone Read 1900-1939, 1972.
- The Devil’s Decade, 1973.
- Union Power, 1976.
- Beat the Devil
- The Horses
- Ballantyne’s Folly, 1970.
- Jericho Road, 1974.
- Cockburn in Spain. Despatches from the Spanish Civil War, London 1986. (Sammlung von Berichten für den Daily Worker aus dem Spanischen Bürgerkrieg)

Kurzfassung in Als Anhang In Discord of Trumpets  (1956), dem Band I  Time of Trouble
Memoirenbände:
- In Time of Trouble. Simon & Schuster, New York 1956. (in Amerika als A Discord of Trumpets erschienen) (Band I der Memoiren)
- Crossing the Line. MacGibbon & Kee, London 1958. (Band II der Memoiren)
- A View from the West. 1961
- I, Claud... The Autobiography of Claud Cockburn. Harmondsworth 1967. (überarbeitete Neuauflage der früheren Memoirenbände; gekürzt neu aufgelegt als Cockburn Sums Up. 1981)